# Xenoplia
Xenoplia là một chi bướm đêm thuộc họ Geometridae.